# Lillesjön (Ullareds socken, Halland, 633953-131685)
Lillesjön är en sjö i Falkenbergs kommun i Halland och ingår i Ätrans huvudavrinningsområde.